# Melanargia caronae
Melanargia caronae är en fjärilsart som beskrevs av Gallay 1947. Melanargia caronae ingår i släktet Melanargia och familjen praktfjärilar. Inga underarter finns listade i Catalogue of Life.